# Bucovăț, Timiș
Bucovăț (maghiară Bükkfalva) este satul de reședință al comunei cu același nume din județul Timiș, Banat, România.
Pe teritoriul localității au fost descoperite urme arheologice începând cu epoca fierului, dar mai ales din neolitic. 
- sec. XVII-lea - există o primă atestare documentară a unei mici așezări, numită Beca („béka“- în maghiară înseamnă broască) formată de zece familii de români;
- desele inundații îi determină pe săteni să mute vatra satului pe actualul amplasament al Bucovățului;
- conform cercetătorului Remus Crețan, ultimul român care părăsește Beca inundabilă a fost Ștefan Hadeșan, în anul 1745;

## Cronologie
- 1723 - satul se numea Bucova, aici stabilindu-se și familii venite din Oltenia, numiți de băștinași „țărani“, adică veniți din Țara Românească, iar strada pe care s-au așezat oltenii s-a numit „Ulița Țăranilor“;
- 1790 - biserica din Bucovăț cumpără cărți tipărite la Blaj (Ardeal): un „Penticostar“ (carte liturgică ce cuprinde cele 50 de cântări din cele 8 săptămâni cuprinse între ziua Sfintelor Paști și Duminica Tuturor Sfinților, Penticostar alcătuit de Sfântul Iosif Studitul, Arhiepiscopul Tesalonicului) și un „Triod“ (Trei cântări);
- 1909 - se înființează corul mixt din Bucovăț;
- 1924 - Bucovățul avea 878 de locuitori, primar fiind Ioan Vasiloni;
- 1926 - se întemeiază localitatea Bazoșu Nou cu coloniști ardeleni (46 de familii) pe locul unde se aflase o mai veche așezare, înființată la anul 1854, pe domeniul contelui Ludovic Ambrozy (Ambrozie);
- 1935 - Bucovățul avea 1.223 locuitori și 265 de case;
- 2007 - comuna Bucovăț a fost reînființată în baza Legii nr.374/2007, prin desprinderea de comuna Remetea Mare.

## Instituții
Instituții școlare
- Școala cu clasele I-VIII Bucovăț;
- Grădinița cu program normal Bucovăț.

Instituții sanitare
- Cabinet medical: Bucovăț;
- Cabinet sanitar-veterinar: Bucovăț;
- Farmacie: Bucovăț.

Instituții culturale
- Cămine culturale: Bucovăț și Bazoșu Nou;

Baze sportive
- Terenuri de fotbal: Bucovăț și Bazoșu Nou.

Ruga și alte manifestări cultural-religioaseRuga și hramul bisericii în localitățile: Bucovăț (23 aprilie - Sf. Gheorghe) și Bazoșu Nou (14 octombrie - Sf. Cuvioasa Paraschiva).